# Charnay-lès-Chalon
Charnay-lès-Chalon – miejscowość i gmina we Francji, w regionie Burgundia-Franche-Comté, w departamencie Saona i Loara.
Według danych na rok 1990 gminę zamieszkiwały 173 osoby, a gęstość zaludnienia wynosiła 19 osób/km² (wśród 2044 gmin Burgundii Charnay-lès-Chalon plasuje się na 738. miejscu pod względem liczby ludności, natomiast pod względem powierzchni na miejscu 983.).